# 扎卡塔雷區
扎卡塔雷區是阿塞拜疆的一個區，位於該國西北部，西為格魯吉亞，東為俄羅斯達吉斯坦共和國。北界高加索山脈。面積約1,348平方公里，人口110,830人。首府扎卡塔雷。